# Зар (село, Азербайджан)
Зар (азерб. Zar) — село  в Кельбаджарском районе Азербайджана. Расположено между реками Тертер и Зарчай.

## Этимология
Армянский историк архитектуры С. Карапетян считал, что название Зар — это турецкое произношение армянского названия поселения Цар, которое из-за своего размера еще в XVIII веке называлось Мец Цар (Великий Цар). 
Согласно азербайджанской легенде, в селе когда-то жил бедный юноша по имени Заза, который любил девушку по имени Назы, чьи родители не хотели выдавать дочь за бедняка. Тогда Заза решил попросить помощи у Надир-шаха, Он посадил внутри кувшина с узким горлом арбуз и подарил её шаху. Удивлённому шаху Заза понравился, и он приказал выдать за Зазу Назы. Но как только Надир-шах отправился в поход, люди отца Назы прокрались к Зазе и убили его, а тело бросили в колодец. А мать Зазы после этого каждый день плакала и рыдала, отчего и произошло название села (от азербайджанского слова «zarıldamaq» (зарылдамаг) — рыдать).

## История
В 1250 году в Царе, в Армении, вспыхнуло крестьянское движение, носившее религиозно-сектантский характер.
С конца XII по конец XV века село в границах Верхнего Хачена, одной из ветвей армянского княжества Хачен, где правили князя Допяны с резиденцией в крепости Андаберд. Армянский историк, католикос Агванка, Есаи Гасан-Джалалян пишет в середине XVIII века:
…великий князь Гасан владел [крепостями] Акана, Андаберд, Сотк, Шагвак, и многими другими гаварами (волостями), среди которых более всего любил селение Цар — вотчину и награду за храбрость, за которую армянские правители заплатили ценой крови [своей].
В 1402 году в этом районе армянским писцом Тумой Сюнеци было переписано евангелие от Матфея (Матенадаранская рукопись 8124, стр. 1б)
Примерно в 1600 году персидскими властями в район, расположенный между Нагорным Карабахом и Зангезуром (на территории современных Кельбаджарского, Кубатлинского и Лачинского районов Азербайджана) были переселены курдские племена. Этот шаг имел своей целью ослабить связи армянских правителей Нагорного Карабаха с основными армянскими территориями. Часть мусульманского — курдского и тюркского населения Лачина являлись потомками кочевников-переселенцев из равнинного Карабаха.
В составе Российской империи село Зар входило в состав Джеванширского уезда Елисаветпольской губернии. 
Согласно данным издания «Административное деление АССР», подготовленного в 1933 году Управлением народно-хозяйственного учёта АССР (АзНХУ), по состоянию на 1 января 1933 года Зар являлся центром  Зарского сельсовета Кельбаджарского района Азербайджанской ССР. Население — 710 человек (170 хозяйств, 380 мужчин и 330 женщин). Национальный состав всего Зарского сельсовета, включавшего также сёла Али-Байрамлы, Хоруглу, Зейлик, на 99,2 % состоял из тюрков (азербайджанцев).
В ходе Карабахской войны перешло под контроль непризнанной Нагорно-Карабахской Республики, под контролем которой село находилось с начала 1990-х годов до ноября 2020 года и входило в Шаумяновский район (НКР). 
25 ноября 2020 года на основании трёхстороннего соглашения между Азербайджаном, Арменией и Россией от 10 ноября 2020 года Кельбаджарский район возвращён под контроль Азербайджана.

## Население
По данным «Кавказского календаря» 1912 года в селе жило 311 человек, в основном азербайджанцев, указанных в календаре как «татары».

## Армянское наследие
В советский период, когда христианское богослужение было подавлено, некоторые храмы были разобраны, а их камни расколоты и использованы в качестве сырья для современных построек. Наиболее ярким примером является полуразрушенное здание бывшей школы, построенное в 1950-х годах из камней из близлежащих церквей. В стены школы было вставлено не менее 133 фрагментов христианских церквей и кладбищ, в том числе 37 каменных плит с религиозными надписями на армянском языке. Как отмечает «вашингтонский музей библии» школа была сооружена из священных икон потерянного местного населения. На оконном наличнике западной стены сохранилась часть надписи на армянском языке, которая когда-то гласила:

«Сурб Саркис. Христос, сын Давида, помоги недостойному слуге Гасана, где бы он ни был. Аминь. 1274 год»
«Вашингтонский музей Библии», рассказывая об остатках армянского наследия, вкрапленного в кладку школы отмечает, что исследователи могли бы по этим кусочкам узнать ту информацию, которую он донес до нас из прошлого. В случае, если будет разрушена даже эта школа, это усугубит положение и приведет к потери фрагментации. Возможное уничтожение других памятников станет закрытием целой главы в истории армянского искусства.

## Галерея

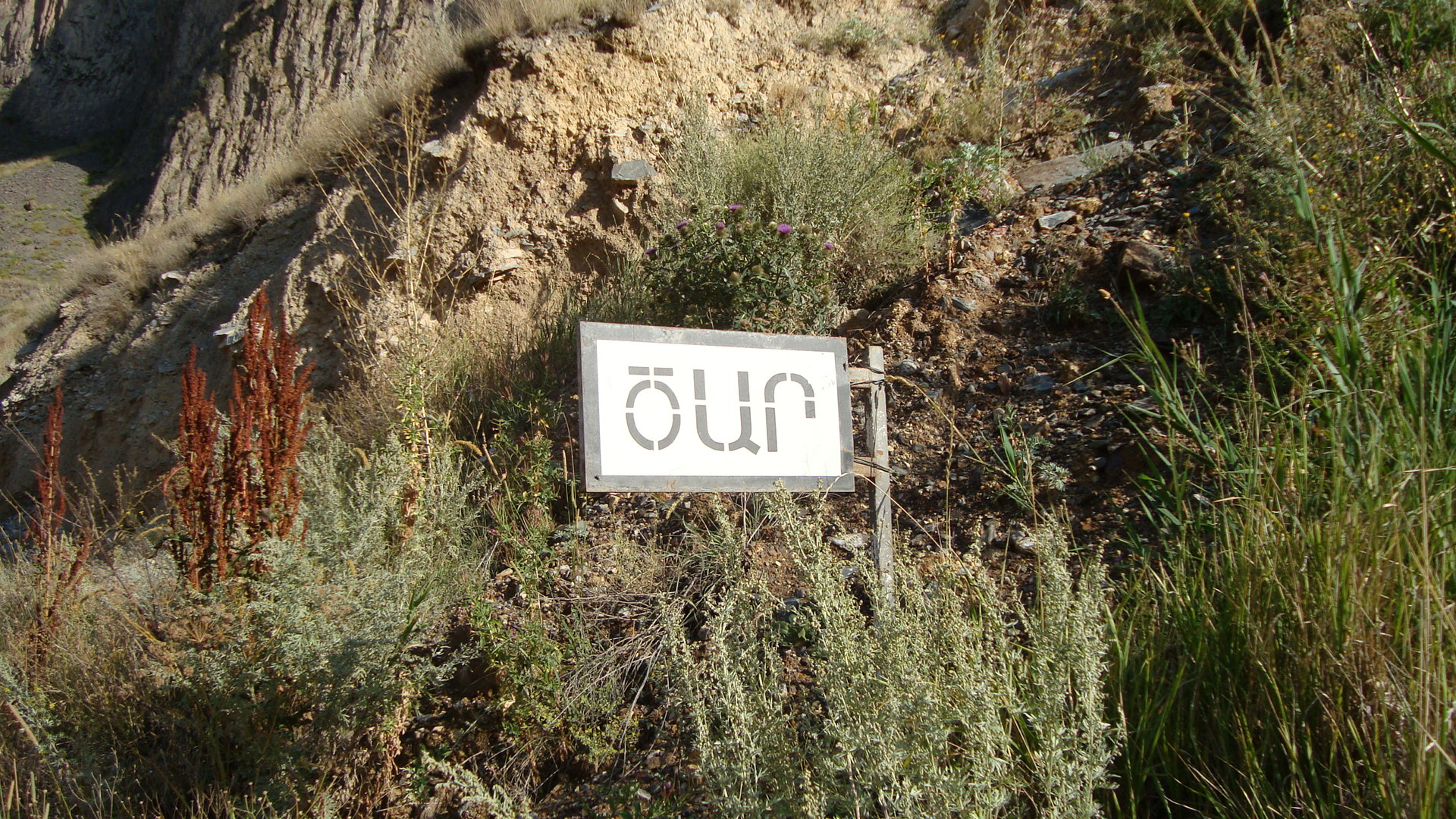
Дорожный знак на въезде в село
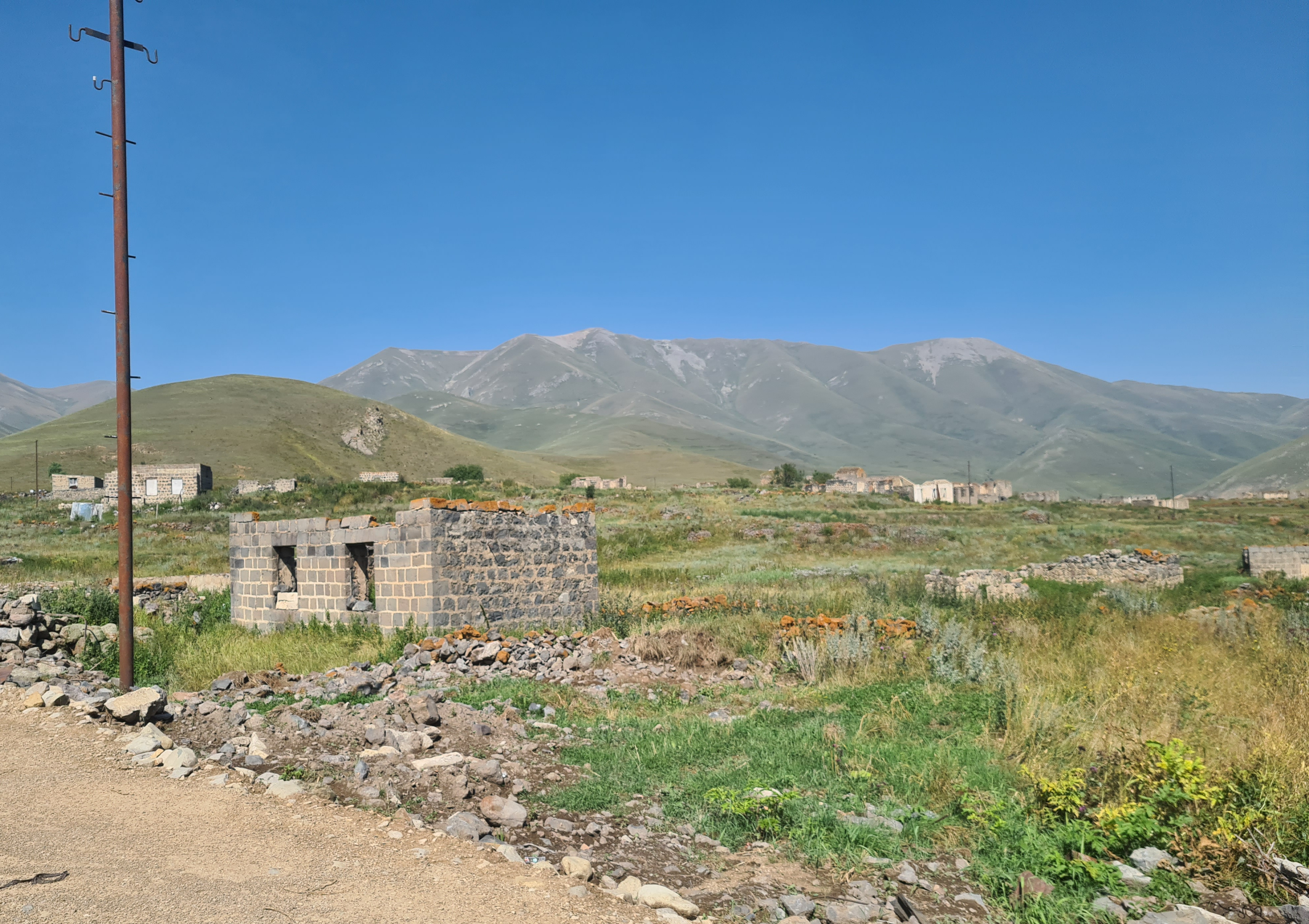
Разрушенный дом в селе
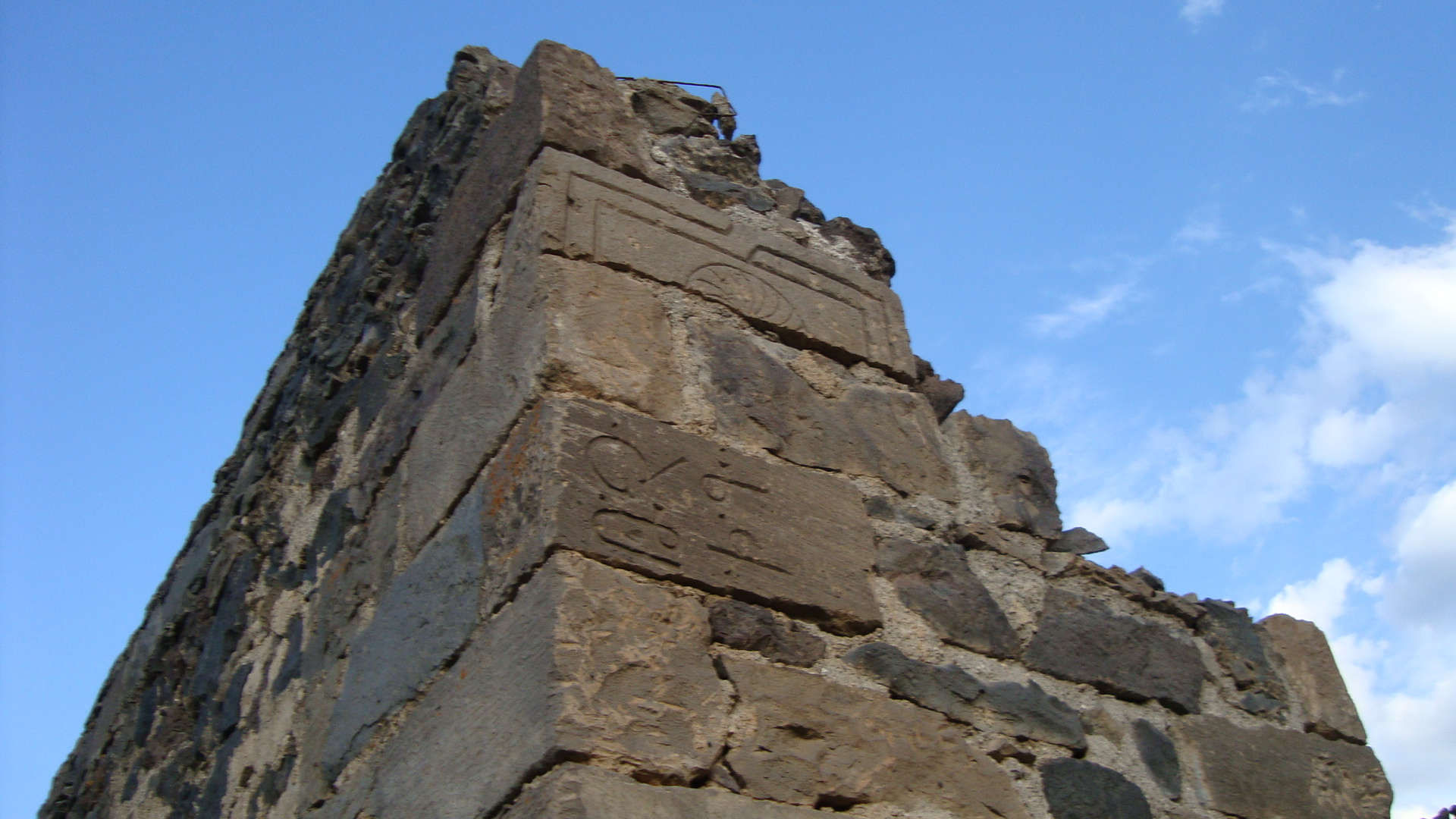
Согласно армянским источникам, руины школы, построенной из армянских хачкаров[15]стр. 58.
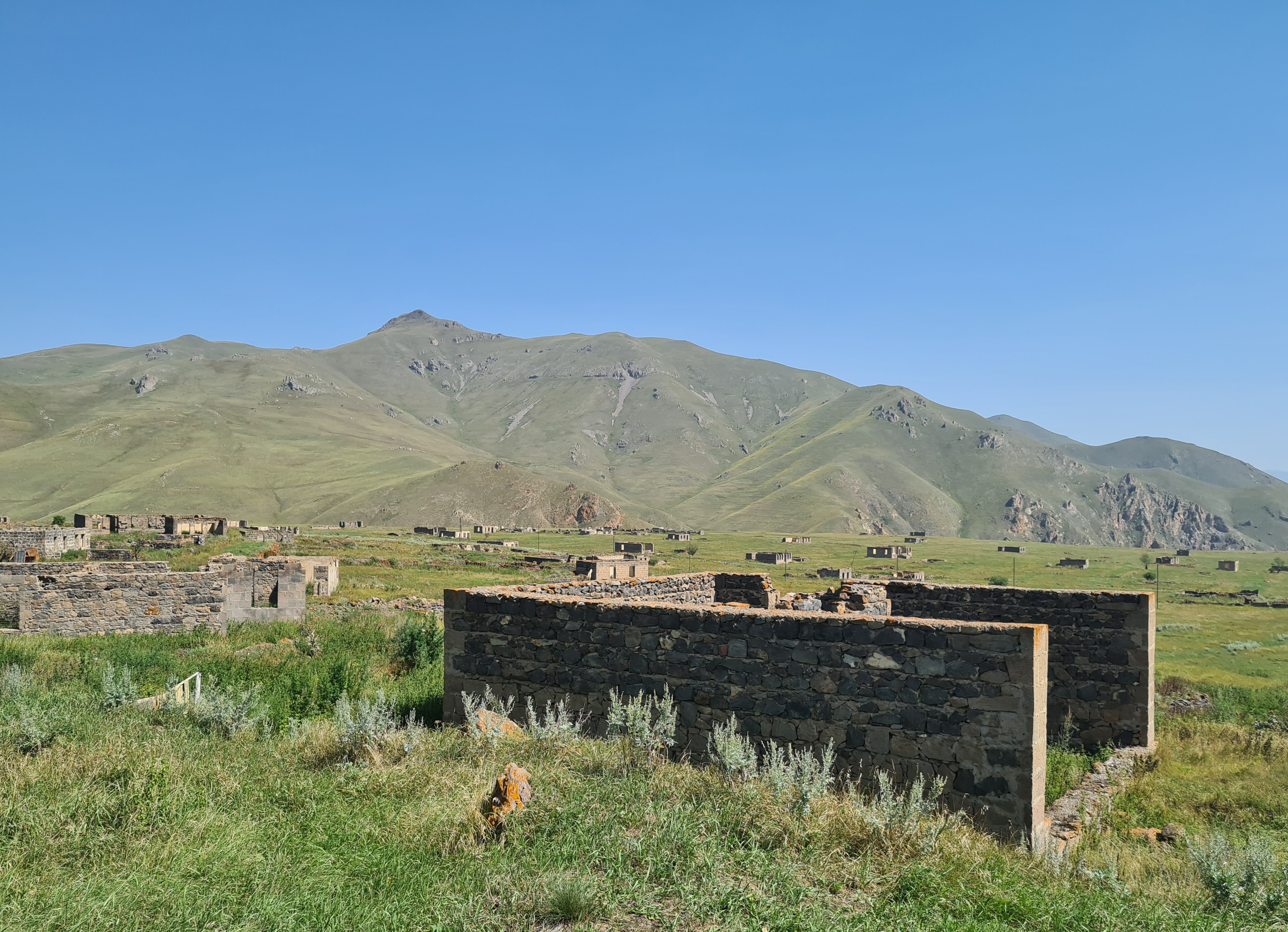
Разрушенные дома азербайджанцев

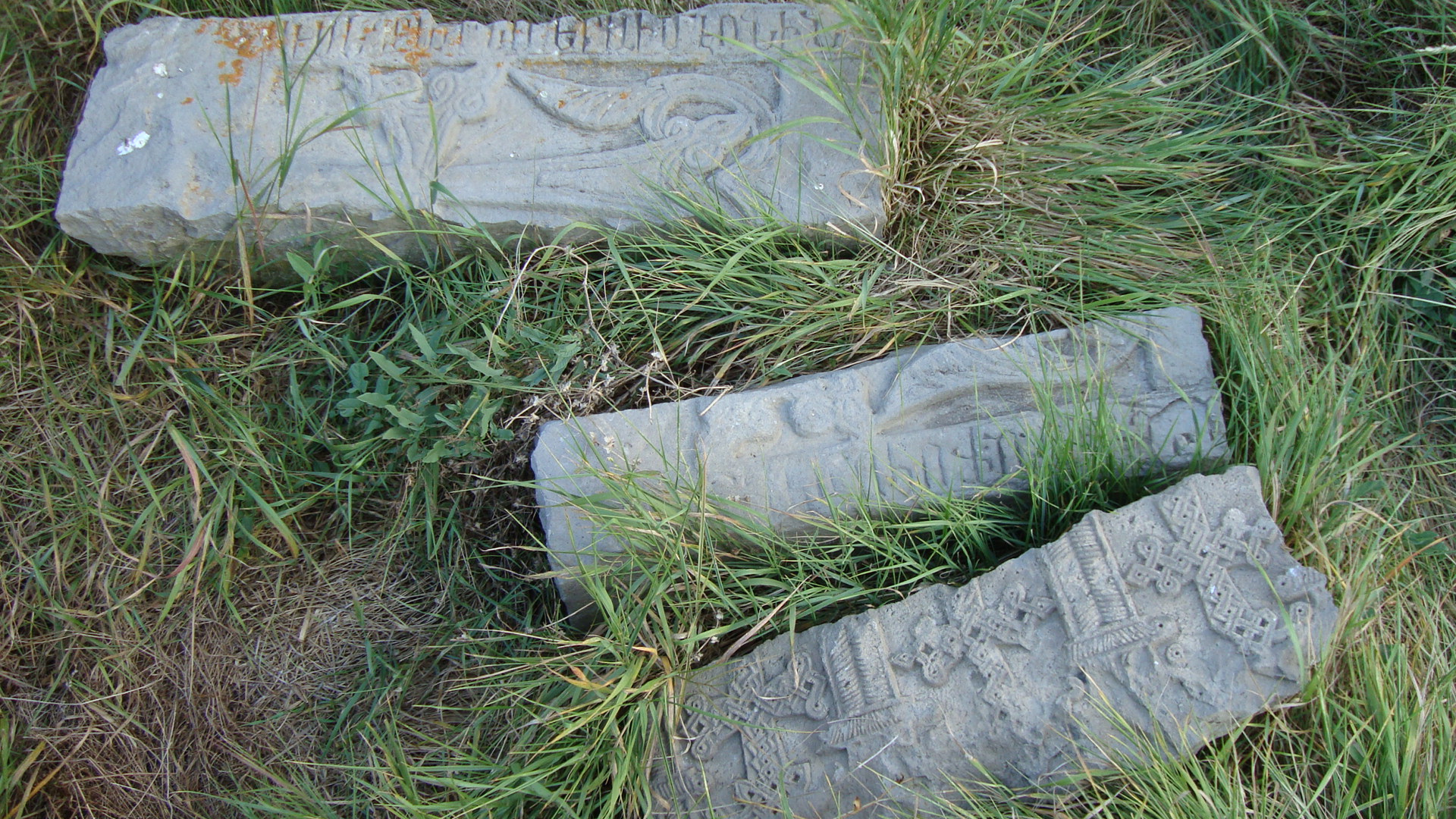
Разрушенные хачкары, согласно армянским источникам, из стен школы[15], стр. 58.
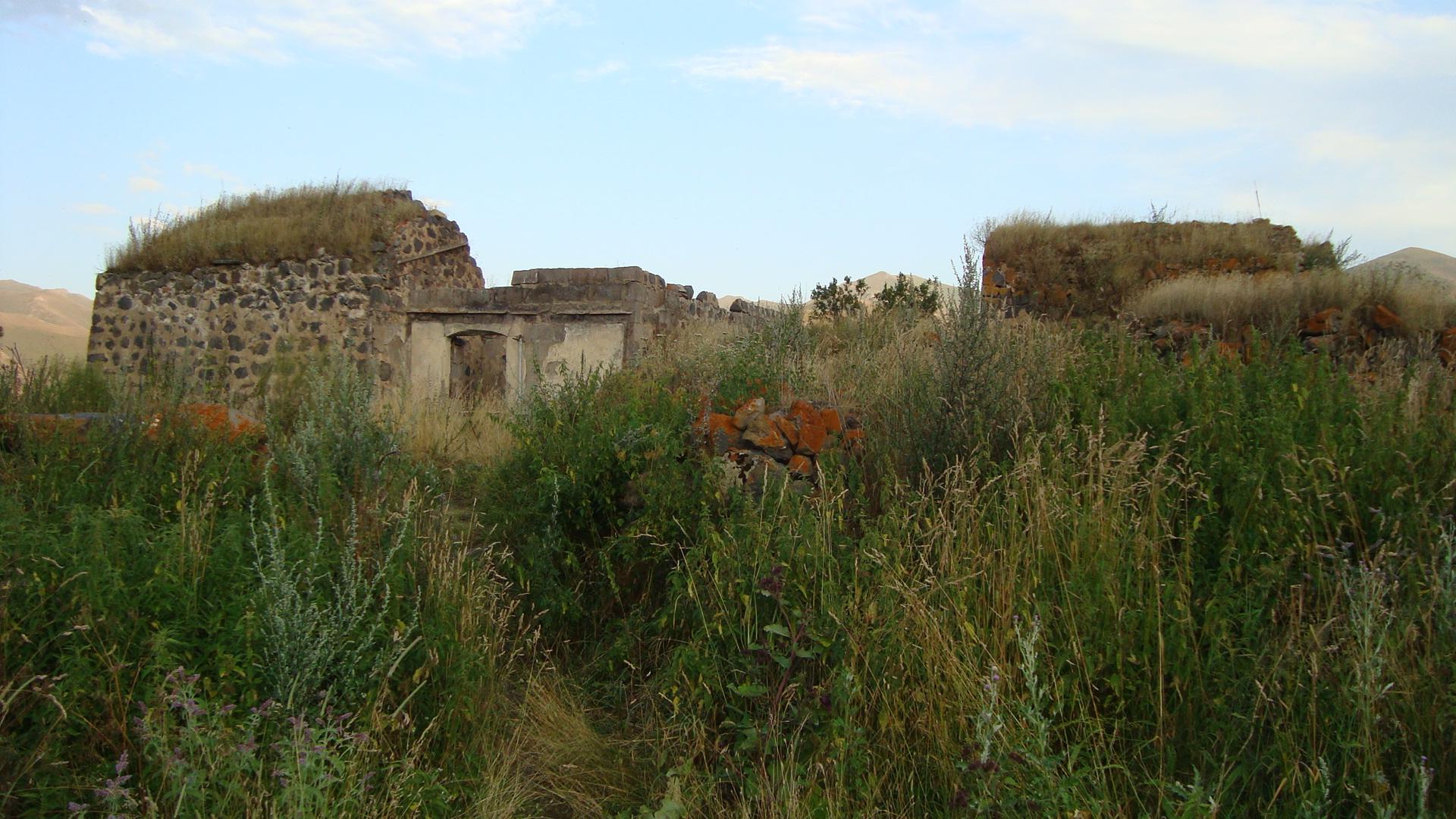
Две сохранившиеся, согласно армянским источникам, армянские церкви[15]стр. 54-55.
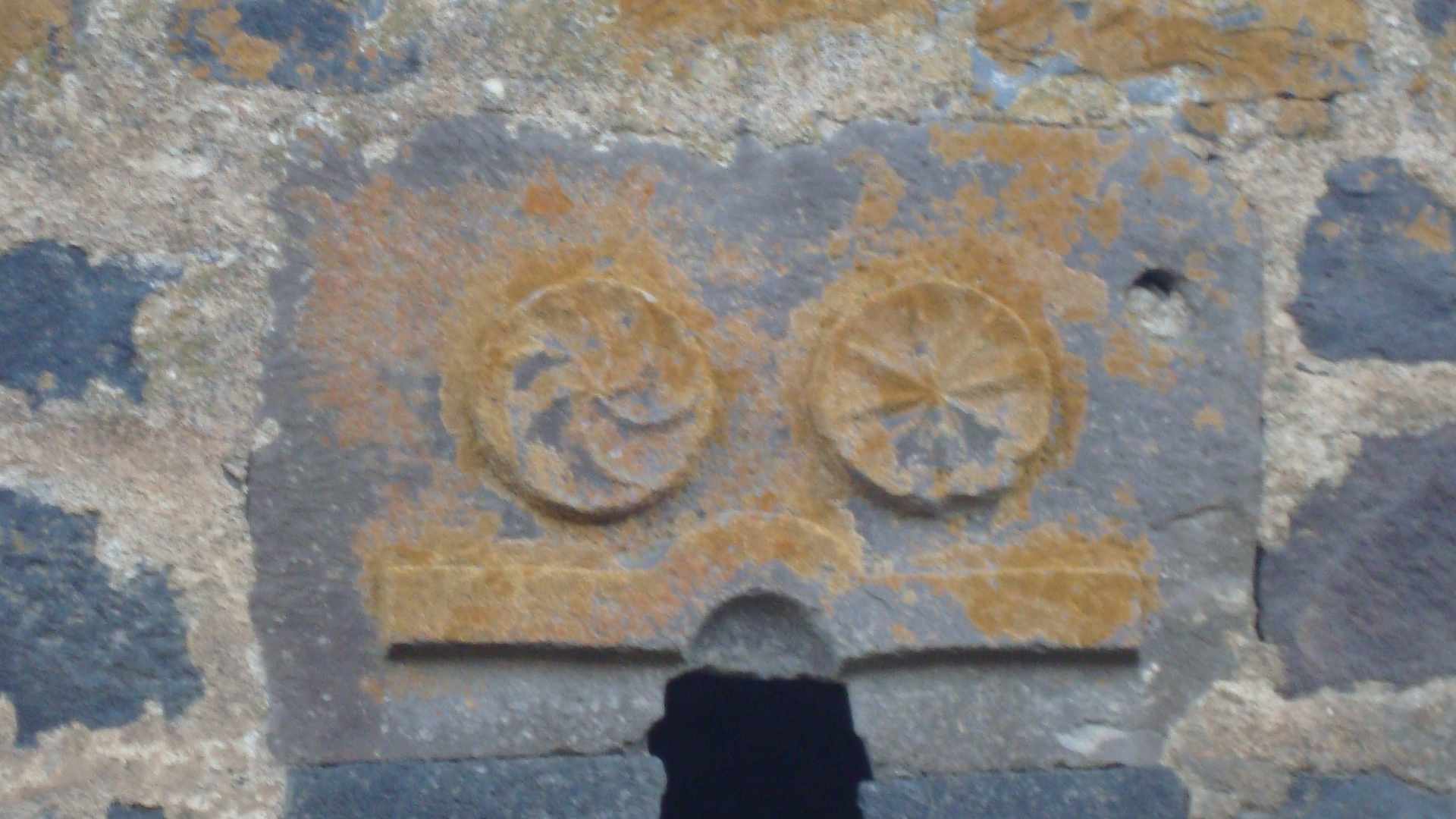
Орнаменты на стене одной из церквей
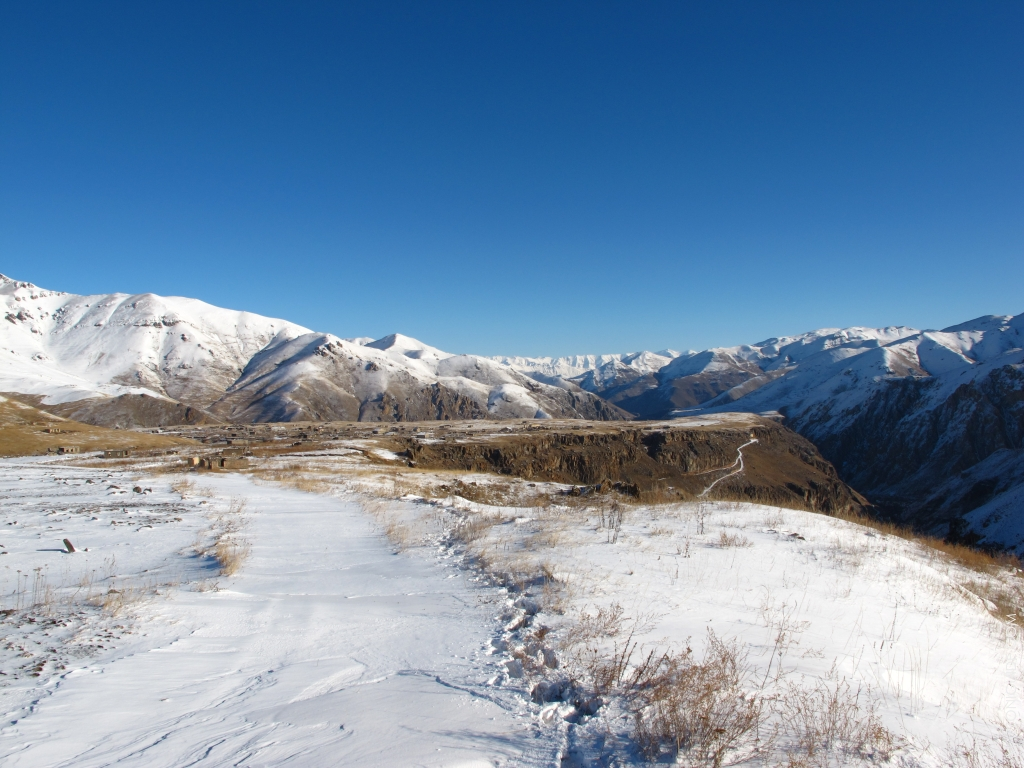
Зарское плато

## Комментарии
1. ↑  Агванский католикосат в армянонаселенном Нагорном Карабахе был частью Армянской церкви с 706 года. Термин, как исторический пережиток, сохранился в результате консервативности церковной традиции, см. Шнирельман В. А. Войны памяти: мифы, идентичность и политика в Закавказье / Рецензент: Л. Б. Алаев. — М.: Академкнига, 2003. — 592 с. — 2000 экз. — ISBN 5-94628-118-6., Петрушевский И. П. Очерки по истории феодальных отношений в Азербайджане и Армении в XVI - начале XIX вв. — Л., 1949. — С. 26.